# Blumeriella
Blumeriella is een geslacht van schimmels uit de familie Drepanopezizaceae. De typesoort is Blumeriella jaapii.

## Soorten
Volgens Index Fungorum telt het geslacht vijf soorten (peildatum maart 2022):
| Soortnaam                                      | Auteur(s)                 | Publicatiejaar |
| ---------------------------------------------- | ------------------------- | -------------- |
| Blumeriella ceanothi                           | (Ellis & Everh.) Rossman  | 2014           |
| Blumeriella filipendulae                       | (Thüm.) Rossman           | 2014           |
| Blumeriella haddenii                           | M.A. Will. & E.C. Bernard | 1988           |
| Blumeriella jaapii (Vleeskleurig bladschijfje) | (Rehm) Arx                | 1961           |
| Blumeriella kerriae                            | (V.B. Stewart) Korf       | 1971           |